# Euchloe guaymasensis
Euchloe guaymasensis is een vlindersoort uit de familie van de Pieridae (witjes), onderfamilie Pierinae.
Euchloe guaymasensis werd in 1987 beschreven door Opler.